# Neferusobek
Neferusobek albo Sobekneferu (język egipski Sbk-nfrw - piękno/wspaniałość Sobeku) – władczyni starożytnego Egiptu z XII dynastii, z okresu Średniego Państwa. Panowała prawdopodobnie w latach 1798–1794 p.n.e.

## Rodzina
Była córką Amenemhata III i nieznanej matki. Miała siostrę Neferuptah, którą prawdopodobnie ojciec przygotowywał na swoją następczynię, jednakże ona umarła wcześniej.
Miała również brata bądź brata przyrodniowego Amenemhata IV, który był synem Amenemhata III i kobiety Hetepti. Relacje między Amenemhatem IV a Sobekneferu nie są pewne - możliwe, żę byli oni małżeństwem. Jednakże, w źródłach Sobekneferu nigdy nie posiada typowej dla żony faraońskiej tytulatury "Żony Króla" albo "Siostry Króla".
Prawdopodobnie po śmierci ojca, a później następców i możliwych synów Amenemhata IV Sobekhotepa I i Sonbefa objęła regencję. Przejęcie przez nią władzy przypuszczalnie nie wywołało jakichkolwiek protestów i sprzeciwów. Jako pierwsza żeńska władczyni w historii Egiptu używała pełnej tytułatury faraońskiej.

## Kobiecy aspekt rządów
Sobekneferu była jedną z niewielu kobiet, które panowały w Egipcie i pierwszą, która w swoich inskrypcjach używała pełnej tytulatury faraońskiej. Była także pierwszą spośród władców, której imię własne i faraońskie jest związane z bóstwem-krokodylem Sobekiem. W swoich inskrypcjach Sobekneferu mówi w osobie żeńskiej; w kilku miejscach nazywa siebie 'córką Ra'. Natomiast w swoich popiersiach łączy kobiece i męskie cechy.
W historii Starożytnego Egiptu było jeszcze kilka kobiet-władczyń. Już w czasach I dynastii Meritneit możliwie panowała jako regentka dla swojego syna. W V dynastii również była królową-regentką Setibhor. Jej pomniki prawdopodobnie po jej śmierci były celowo niszczone.

## Rządy
Jej rządy obecnie uważa się za próbę kontynuacji i ratowania ciągłości XII dynastii oraz przeciwstawienia się upadkowi państwowości w schyłkowym okresie Średniego Państwa, po rządach potężnych władców z początków dynastii. Ich działania reformatorskie i wielki wysiłek włożony w rozwój gospodarczy kraju przyniosły efekt odwrotny do zamierzonego i na tyle osłabiły państwo, iż doprowadziło to w końcu do jego upadku.
Uważa się, że to ona dokończyła budowę świątyni grobowej Amenamhata III, zwanej przez Greków labiryntem.

## Świadectwa

### Współczesne świadectwa archeologiczne

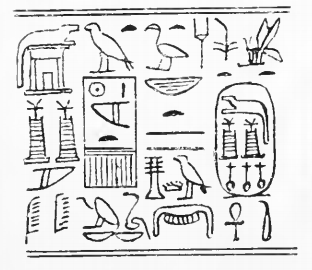
Rysunek Flindersa Petrie cylindra z pieczęcią Sobekneferu, obecnie w kolekcji Muzeum Brytyjskiego

Z racji swych krótkich rządów Neferusobek nie pozostawiła po sobie wielkich budowli ani licznych posągów, ani wielkiej ilości źródeł archeologicznych.
Podczas prac wykopaliskowych pod kierownictwem Williama Petriego w latach 1910–1911 na terenie Mazghuny, oddalonego około 5 kilometrów od Dahszur, odkryto pozostałości dwóch piramid, które w swej konstrukcji przypominały piramidę Amenemhata III. Jednakże zmiany i udoskonalenia w ich konstrukcji, szczególnie w sposobie zamknięcia komory grobowej, nasunęły przypuszczenie, że są one budowlami późniejszymi. Na tej podstawie wysunięto hipotezę, że są to piramidy: jedna Amenemhata IV, a druga Neferusobek.
Odkryto także graffito w nubijskiej fortecji Kumna, które opisuje zalew Nilu w wysokości 1,83 m podczas trzeciego roku jej rządów. Znaleziono też cylinder z królewską pieczęcią i tytulaturą Sobekneferu, który obecnie się znajduje w kolekcji Muzeum Brytyjskiego.
Jeszcze jednym ze świadectw jest jej posąg, przechowywany obecnie w Luwrze, ukazujący tors królowej w kobiecej szacie, na której nosi ona męskie ubranie władcy, chustę nemes i faraońską przepaskę.

### Świadectwa historyczne

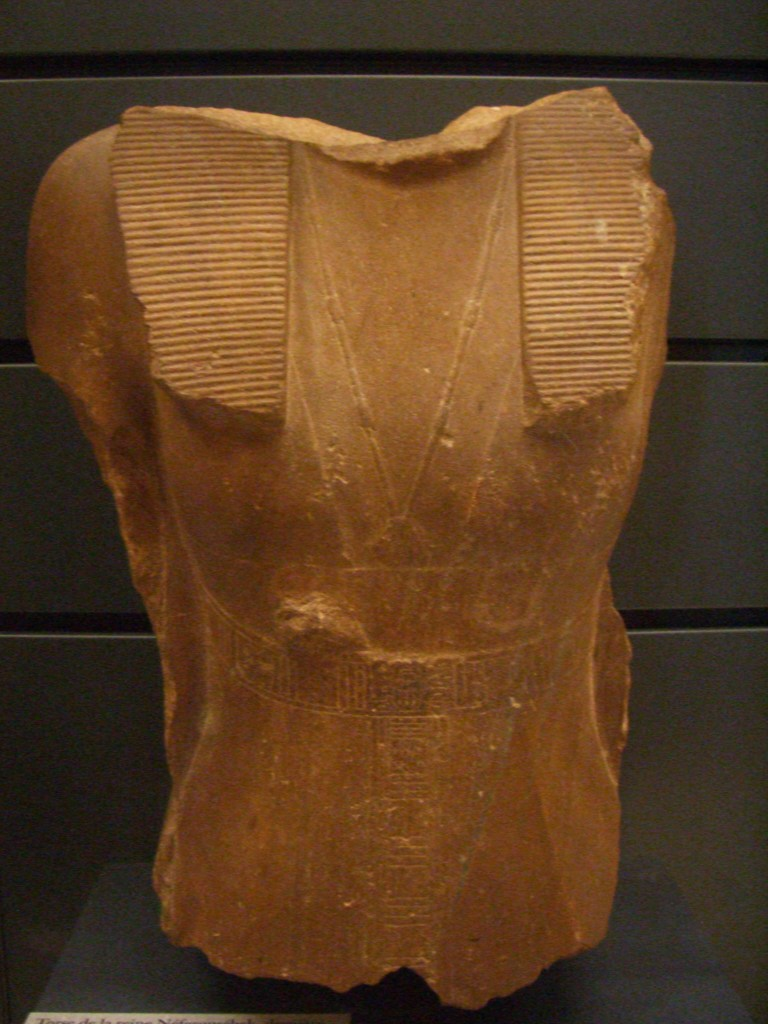
Posąg Sobekneferu w Luwrze

Imię królowej znajduje się na Liście Królów w Sakkarze, na Tablicy z Karnaku i w Kanonie Turyńskim To stanowi dowód na prawowitość jej władzy w opinii niektórych jej następców, głównie w czasach XIX dynstii. Natomiast nie ma wzmianki o Sobekneferu na Liście Królów z Abydos. Według Kanonu Turyńskiego jej panowanie trwało 3 lata, 10 miesięcy i 24 dni. Także o długości jej panowania wspomina znacznie późniejszy autor Maneton, zgodnie z którym jej rządy trwały 4 lata.
Lista z Abydos, sporządzona przez Ramzesa II również nie wspomina o innych "nieprawowitych" faraonach – Hatszepsut, Akhenatenie, Smenchkare, władcach hyksoskich itp. Może to być wskaźnikiem tego, kogo Ramzes II i jego poprzednik Seti I uważali za nieprawnych władców. Jednkaże powstaje pytanie, dlaczego w ww. Kanonie Turyńskim i Liście Królów z Karnaku, sporządzonych podczas rządów tegoż Ramzesa II, pojawia się imię Sobekneferu.

## Tytulatura
| G5 |

| G5 |

| N5 | U6 | M17 | M17 | X1 |

| N5 | U6 | M17 | M17 | X1 |

| N5 | U6 | M17 | M17 | X1 |

| N5 | U6 | M17 | M17 | X1 |

| G5 |

| G5 |

| N5 | U6 | M17 | M17 | X1 |

| N5 | U6 | M17 | M17 | X1 |

| N5 | U6 | M17 | M17 | X1 |

| N5 | U6 | M17 | M17 | X1 |

| G16 |

| G16 |

| G39 | X1 | S42 | V30 · X1 | N16 · N16 |

| G39 | X1 | S42 | V30 · X1 | N16 · N16 |

| G39 | X1 | S42 | V30 · X1 | N16 · N16 |

| G39 | X1 | S42 | V30 · X1 | N16 · N16 |

| G16 |

| G16 |

| G39 | X1 | S42 | V30 · X1 | N16 · N16 |

| G39 | X1 | S42 | V30 · X1 | N16 · N16 |

| G39 | X1 | S42 | V30 · X1 | N16 · N16 |

| G39 | X1 | S42 | V30 · X1 | N16 · N16 |

| G8 |

| G8 |

| R11 | X1 | N28 · Z2 |

| R11 | X1 | N28 · Z2 |

| R11 | X1 | N28 · Z2 |

| R11 | X1 | N28 · Z2 |

| G8 |

| G8 |

| R11 | X1 | N28 · Z2 |

| R11 | X1 | N28 · Z2 |

| R11 | X1 | N28 · Z2 |

| R11 | X1 | N28 · Z2 |

| M23 · X1 | L2 · X1 |

| M23 · X1 | L2 · X1 |

| N5 | I4 | D28 |

| N5 | I4 | D28 |

| N5 | I4 | D28 |

| N5 | I4 | D28 |

| M23 · X1 | L2 · X1 |

| M23 · X1 | L2 · X1 |

| N5 | I4 | D28 |

| N5 | I4 | D28 |

| N5 | I4 | D28 |

| N5 | I4 | D28 |

| G39 | N5 |

| G39 | N5 |

| I3 | F35 | F35 | F35 |

| I3 | F35 | F35 | F35 |

| I3 | F35 | F35 | F35 |

| I3 | F35 | F35 | F35 |

| G39 | N5 |

| G39 | N5 |

| I3 | F35 | F35 | F35 |

| I3 | F35 | F35 | F35 |

| I3 | F35 | F35 | F35 |

| I3 | F35 | F35 | F35 |